# Lijst van beelden in Vught
Dit is een (onvolledige) chronologische lijst van beelden in Vught. Onder een beeld wordt hier verstaan elk driedimensionaal kunstwerk in de openbare ruimte van de Nederlandse gemeente Vught, waarbij beeld wordt gebruikt als verzamelbegrip voor sculpturen, standbeelden, installaties, gedenktekens en overige beeldhouwwerken.

## Vught
| Geplaatst | Omschrijving                    | Kunstenaar                 | Straat                                 | Plaats    | Materiaal        | Afbeelding  |
| --------- | ------------------------------- | -------------------------- | -------------------------------------- | --------- | ---------------- | ----------- |
| 1903      | Sint Joachim                    |                            | Boxtelseweg 58 (klooster)              | Vught     |                  |             |
| ca. 1905  | Heilig Hartbeeld                |                            | Boxtelseweg 58 (klooster)              | Vught     |                  | Hartbeeld   |
| 1933      | Christus Koning                 |                            | Van de Pollstraat 5                    | Vught     |                  |             |
| 1934      | Maria (relief)                  |                            | Mariaplein 9 (kerk)                    | Vught     | terracotta       |             |
| ca. 1936  | Kolonel G.J.P.A. Thomsonfontein | Willy Slager-Cordes        | Loonsebaan                             | Vught     |                  |             |
| 1937      | Vier ambachtslieden             | Charles Grips              | Leeuwensteinplein 5                    | Vught     | terracotta       |             |
| 1937      | Sint Joris                      | Hendrik Willem Valk        | Leeuwensteinplein 5                    | Vught     |                  |             |
| 1937/87   | Pomp met pelikaan en portretten | Jac Maris & Ton Buijnsters | Hoogstraat                             | Vught     |                  |             |
| 1938      | Gedenkbank koningin Wilhelmina  |                            | Leeuwensteinplein                      | Vught     |                  |             |
| 1940      | Maria (relief)                  |                            | Mariaplein 8 (kapel)                   | Vught     | terracotta       | Maria       |
| 1953      | Sint Hubertus (relief)          |                            | Mariaplein 11                          | Vught     | terracotta       |             |
| 1956      | Sint Lambertus                  | Wies Lampe                 | Deutersestraat                         | Cromvoirt | keramiek         |             |
| 1971/2025 | Twee zittende figuren           | Willy Blees                | Reeburgpark, was Marktveld             | Vught     |                  |             |
| 1981/2025 | Bokspringende kinderen          | Harry Boley                | Paardensteeg, speelveld; was Marktveld | Vught     |                  |             |
| 1984      | De zaaier                       | JeanMarianne Bremers       | Kloosterstraat                         | Helvoirt  |                  |             |
| 1989      | Object                          | Marianne van Schaijk       | Bosscheweg                             | Vught     | staal / acrylaat |             |
| 1990      | Vincent van Gogh                | JeanMarianne Bremers       | Achterstraat / Vincent van Goghstraat  | Helvoirt  |                  |             |
| 1991      | Verbeelding                     | Ton Buijnsters             | Vliertstraat 6 (theater)               | Vught     |                  | Verbeelding |
| 1993      | Monument Broeders en Zusters    | Ton Buijnsters             | Parklaan 8                             | Vught     |                  |             |
| 1996      | Wandsculptuur                   | Renée van Leusden          | Vliertstate                            | Vught     |                  |             |
| 1997      | Paard                           | Gerard Engels              | Maurickplein                           | Vught     |                  |             |
| 1998      | Muze                            | Anet van de Elzen          | Vlasmeersestraat (Vlasborch)           | Vught     |                  |             |
| 2000      | Slag van Lekkerbeetje           | JeanMarianne Bremers       | Loonsebaan / De Breautélaan            | Vught     |                  |             |
| 2000?     | Engel (?)                       |                            | Leeuwensteinplein (vijver)             | Vught     |                  |             |
| 2016      | Bruisend Hart                   | JeanMarianne Bremers       | De Heuvel                              | Vught     | brons            |             |
|           | Heilig Hartbeeldje              |                            | Marktveld 41                           | Vught     |                  |             |
|           | Het Vrouwke op de Fiets         | Leo Geurtjens              | Lidwinastraat / Brabantlaan            | Vught     |                  |             |